# 鳴島萌華
鳴島 萌華（なるしま もえか、3月12日 - ）は、日本の女性声優。岐阜県出身。

## 来歴
2022年より声優として活動を開始。
2025年4月30日付で所属していたアルエットスタジオ（旧AZクリエイティブ）を退所したと本人がXにて公表した。2025年5月1日にクロワールオフィスに所属したことをXにて公表した。

## 出演

### アニメ
- 『炸裂！あまびえ姫。』(2022年) - 梨絵役（#11）[3]、ケンの彼女役（#12）[4]

### ゲーム
- 「東方アルカディアレコード」 - 因幡てゐ役、封獣ぬえ役、宮古芳香役[5]
- 「神託のメソロギア」(2025年) - 複数役[1]
- 「きらめきパラダイス」 - 記者役[1]

### 外画
- 「フォクスター」(2021年) - 女友達 2 役[1]

### 舞台
- 朗読劇＆ダンス公演「いつかの望みの先に」(2022年) - さくら役[6]
- 朗読劇「小田会朗読会 第５回」(2024年)[7]
- 舞台「佐藤家のぬかどこ ～ほかほかご飯～」(2024年) - 佐藤七実役[8]
- 舞台「楽園」(2024年) - 主演[9]
- 舞台「ブラックジャックによろしく 2025」(2025年) - H役[10]
- 舞台「懺悔の女神」(2025年) - ミザリー役[9]

### イベント
- オンラインリアル脱出ゲーム「呪霊棲まう廃校からの脱出」 - 映像出演[11]
- リアル脱出ゲーム「びっくり謎工場からの脱出」 - 映像出演[12]

### ラジオ
- 文化放送 超！A&G+スペシャル「三上枝織の声優アワードイントロダクション」[1]

## SNS
2025年6月28日、TikTokにて初の動画投稿を行った。